# Barcelona sempre amunt
Barcelona Sempre Amunt (pol. "Barcelona zawsze górą") - utwór, który w latach 1949-1974 był oficjalnym hymnem zespołu FC Barcelona. Powstał z okazji pięćdziesiątej rocznicy założenia klubu. Słowa są dziełem Esteve Calzada (ówczesny dyrektor ds. marketingu, założyciel agencji Prima Time Sport, której klientem jest m.in. Víctor Valdés), natomiast muzykę skomponował Joan Dotras (kataloński kompozytor, muzyk i pedagog). Całość napisana została w języku katalońskim, co było niezgodne z ówczesnym prawem. Chciano podkreślić niezależność Katalonii i jej odrębność szczególnie w stosunku do Kastylii.
W roku 1974 powstał utwór noszący tytuł: Cant del Barça. Zyskał on szerokie poparcie wśród kibiców, stając się nowym hymnem Barçy.